# Leah Rhodes
Leah Rhodes (Port Arthur, 21 luglio 1902 – Point Pleasant, 17 ottobre 1986) è stata una costumista statunitense.

## Filmografia

### Cinema
- The Monroe Doctrine, regia di Crane Wilbur – cortometraggio (1939)

- The Royal Rodeo, regia di George Amy – cortometraggio (1939)
- Old Hickory, regia di Lewis Seiler – cortometraggio(1939)
- The Smiling Ghost, regia di Lewis Seiler (1941)
- Murder on the Waterfront, regia di B. Reeves Eason (1943)
- Find the Blackmailer, regia di D. Ross Lederman (1943)
- L'ostaggio (Northern Pursuit), regia di Raoul Walsh (1943)
- Il canto del deserto (The Desert Song), regia di Robert Florey (1943)
- Il giuramento dei forzati (Passage to Marseille), regia di Michael Curtiz (1944)
- Tra due mondi (Between Two Worlds), regia di Edward A. Blatt (1944)
- Janie, regia di Michael Curtiz (1944)
- Crime by Night, regia di William Clemens (1944)
- I cospiratori (The Conspirators), regia di Jean Negulesco (1944)
- Schiava del male (Experiment Perilous), regia di Jacques Tourneur (1944)
- Roughly Speaking, regia di Michael Curtiz (1945)
- Saratoga (Saratoga Trunk), regia di Sam Wood (1945)
- Too Young to Know, regia di Frederick De Cordova (1945)
- Le tigri della Birmania (God Is My Co-Pilot), regia di Robert Florey (1945)
- Quella di cui si mormora (My Reputation), regia di Curtis Bernhardt (1946)
- Tragico destino (Her Kind of Man), regia di Frederick De Cordova (1946)
- Janie Gets Married, regia di Vincent Sherman (1946)
- That Way with Women, regia di Frederick De Cordova (1947)
- La voce della tortora (The Voice of the Turtle), regia di Irving Rapper (1948)
- My Girl Tisa, regia di Elliott Nugent (1948)
- Wallflower, regia di Frederick De Cordova (1948)
- Speroni e calze di seta (Two Guys from Texas), regia di David Butler (1948)
- Le avventure di Don Giovanni (Adventures of Don Juan), regia di Vincent Sherman (1948)
- Sempre più notte (Night Unto Night), regia di Don Siegel (1949)
- La foglia di Eva (The Girl from Jones Beach), regia di Peter Godfrey (1949)
- Fuoco alle spalle (Backfire), regia di Vincent Sherman (1950)
- Assalto al cielo (Chain Lightning), regia di Stuart Heisler (1950)
- Prima colpa (Caged), regia di John Cromwell (1950)
- Tè per due (Tea for Two), regia di David Butler (1950)
- Tre segreti (Three Secrets), regia di Robert Wise (1950)
- L'odio colpisce due volte (Lightning Strikes Twice), regia di King Vidor (1951)
- Il marchio del rinnegato (The Mark of the Renegad), regia di Hugo Fregonese (1951)
- Alcool (Come Fill the Cup), regia di Gordon Douglas (1951)
- La calata dei mongoli (The Golden Horde), regia di George Sherman (1951)
- I'll See You in My Dreams, regia di Michael Curtiz (1951)
- L'altro uomo (Strangers on a Train), regia di Alfred Hitchcock (1951)
- About Face, regia di Roy Del Ruth (1952)
- Il complice segreto (Lone Hand), regia di George Sherman (1953)
- Viaggio al pianeta Venere (Abbott and Costello Go to Mars), regia di Charles Lamont (1953)
- Sogno di Bohème (So This Is Love), regia di Gordon Douglas (1953)
- Quaranta pistole (Forty Guns), regia di Samuel Fuller (1957)
- Cenere sotto il sole (Kings Go Forth), regia di Delmer Daves (1958)
- Per un pugno di donne (Tickle Me), regia di Norman Taurog (1965)
- La bambola di pezza (Picture Mommy Dead), regia di Bert I. Gordon (1966)
- Good Times, regia di William Friedkin (1967)
- La volpe (The Fox), regia di Mark Rydell (1967)
- Poker di sangue (Five Card Stud), regia di Henry Hathaway (1968)
- Rio Lobo, regia di Howard Hawks (1970)

## Galleria d'immagini

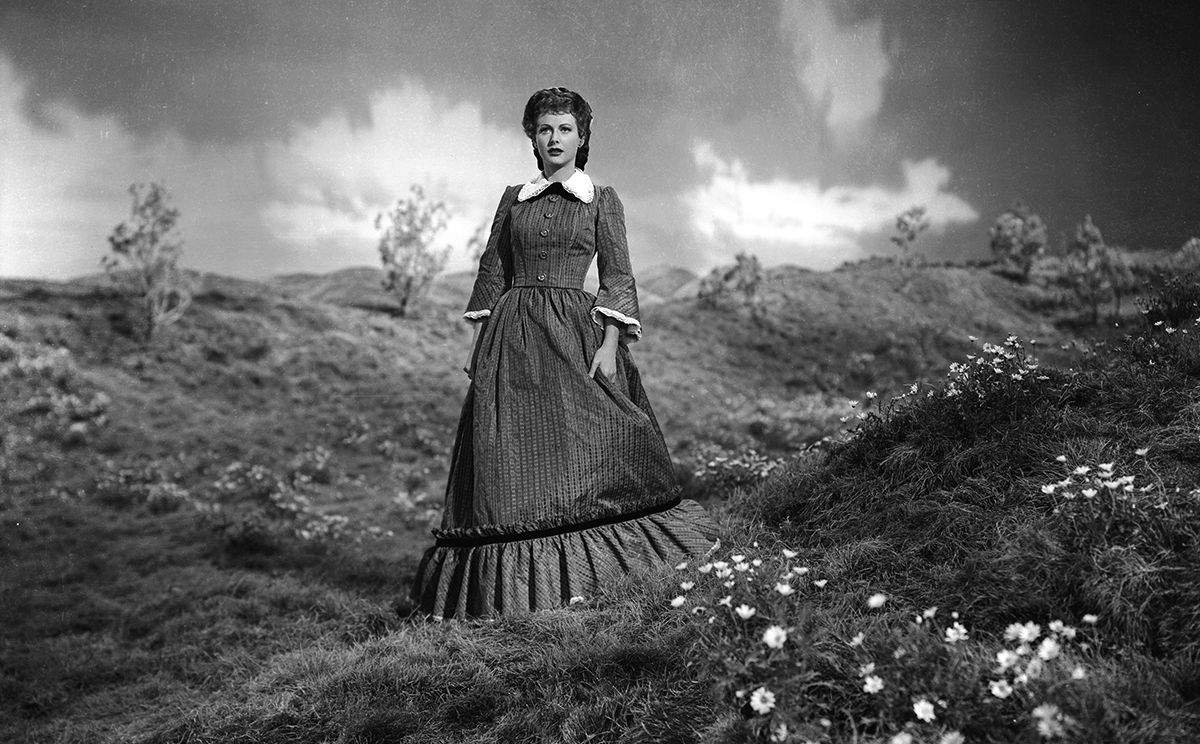
Hedy Lamarr in Schiava del male (1944)
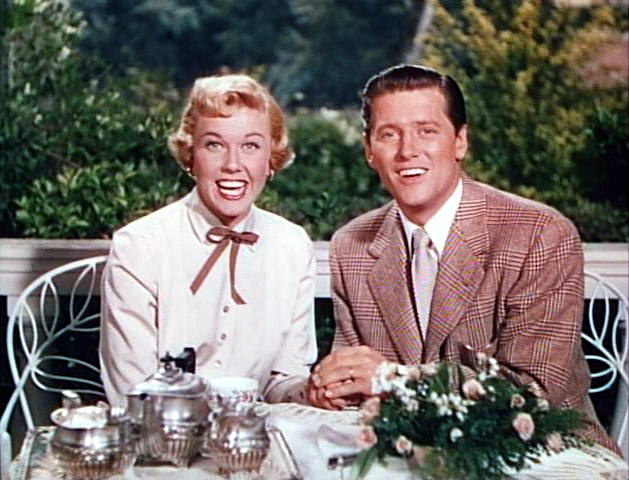
Doris Day e Gordon MacRae in Tè per due (1950)